# Feargal Sharkey
Seán Feargal Sharkey (Derry, Irlanda del Norte; 13 de agosto de 1958) es un cantante británico.

## Historia
Feargal Sharkey, en 1975, fue miembro fundador y voz líder de la banda de Punk-Rock The Undertones y permaneció allí hasta la disolución de la misma en 1983. La banda tuvo varios éxitos, entre ellos Teenage Kicks, Jimmy, Jimmy, My Perfect Cousin y Wednesday Week. 

Tras la separación de The Undertones, el ex Depeche Mode y Yazoo, Vince Clarke convoca a Sharkey para que cante en su nueva banda. Como The Assembly graban el sencillo Never Never que logró ubicarse en el cuarto puesto de las listas inglesas pero la banda no prosperó.

En 1984, Feargal Sharkey emprende su carrera solista. Su primer disco, se llamó "Feargal Sharkey" y fue muy exitoso entrando en el top 15 del ranking británico. De este álbum, se desprendieron los sencillos "You Little Thief", nº 5 en Inglaterra y su gran éxito "A Good Heart" que permaneció en la cima dos semanas.

En 1988, editó el disco Wish que no fue muy difundido y en 1991 le fue algo mejor con "Songs From The Mardi Gras", el último disco que realizó, del que se extrajo el sencillo "I've Got News for You".

## Discografía

### Álbumes
- Feargal Sharkey (1985)
- Wish (1988)
- Songs From The Mardi Gras (1991)

### Sencillos
- 1984 "Listen to Your Father"
- 1985 "Loving You"
- 1985 "A Good Heart"
- 1986 "You Little Thief"
- 1986 "Someone to Somebody"
- 1988 "More Love"
- 1991 "I've Got News for You"
- 1991 "To Miss Someone"
- 1991 "Women & I"